# 索羅欽斯克區
52°26′N 53°09′E / 52.433°N 53.150°E
索羅欽斯克區（俄语：Сорочинский район），是俄羅斯的一個區，位於該國西南部，由奧倫堡州負責管轄，面積2,800平方公里，2010年該區人口14,192，人口密度每平方公里5.07人。